# Amerikanske borgerkrig
Den amerikanske borgerkrig (1861–1865) (i Sydstaterne også kaldet krigen mellem staterne) var en borgerkrig i De Forenede Stater. Elleve sydlige slavestater trådte ud af Unionen og dannede Amerikas Konfødererede Stater. De kæmpede mod Unionen af alle de stater, hvor slaveriet var afskaffet og fem stater, hvor slaveri fortsat var tilladt (grænsestaterne). Unionen blev anført af præsident Abraham Lincoln og Konføderationen blev anført af Jefferson Davis.
Staterne der dannede Konføderationen trådte ud af Unionen, fordi Lincoln var modstander af, at slaveriet skulle tillades i nye territorier, som blev optaget som stater i De Forenede Stater, og hans sejr ved præsidentvalget i 1860 resulterede i, at syv sydstater erklærede, at de trådte ud af Unionen, endnu inden Lincoln var tiltrådt som præsident. Unionen afviste, at man kunne udtræde og betragtede det som et oprør.
Fjendtlighederne startede den 12. april 1861, da konfødererede styrker angreb Unionens Fort Sumter i South Carolina. Lincoln svarede igen med at opfordre frivillige til at melde sig til en hær, som skulle bestå af soldater fra alle stater. Det fik yderligere fire slavestater til at træde ud af Unionen. I løbet af krigens første år sikrede Unionen sig kontrollen over grænsestaterne og etablerede en flådeblokade af alle Sydstaternes havne, mens begge parter opbyggede hære og samlede forsyninger. I 1862 resulterede en række slag som Slaget ved Shiloh og Slaget ved Antietam i store tab – langt større end tidligere i USA's historie. I september 1862 gjorde Lincolns Emancipationserklæring slaveriets afskaffelse i Syden til et krigsmål. Det forstærkede Sydstaternes mangel på mandskab.
I den østlige del af landet vandt Sydstaternes general Robert E. Lee en række sejre over Unionens hære, men Lees nederlag i Slaget ved Gettysburg først i juli 1863 blev et vendepunkt. General Ulysses S. Grants samtidige erobring af fæstningerne Vicksburg og Port Hudson ved Mississippifloden gav Unionen den fulde kontrol over Mississippi og skar Sydstaterne over i to dele.
Grant udkæmpede blodige udmattelsesslag mod Lee i 1864 og tvang ham til at forsvare Konføderationens hovedstad Richmond i staten Virginia. Unionsgeneralen William Sherman erobrede Atlanta i Georgia og begyndte sin berømte Shermans march mod havet, som ødelagde et 150 km bredt bælte af Georgia. Konføderationens modstand begyndte at bryde sammen, og Lee overgav sig til Grant efter Slaget ved Appomattox Courthouse den 9. april 1865.
Krigen, som var den blodigste i Amerikas historie, kostede 620.000 soldater livet foruden et ukendt antal civile. Den afsluttede slaveriet og genskabte Unionen. De sociale, politiske, økonomiske og racemæssige spørgsmål, som var baggrund for krigen, fortsætter med at påvirke nutidens amerikanske tankegang.

## Årsager til borgerkrigen
Den forværrede sameksistens mellem slavestaterne i syd og staterne i nord, hvis modstand mod slaveriet voksede, gjorde konflikten uundgåelig. Abraham Lincoln foreslog ikke lovgivning mod slaveriet, hvor det eksisterede, men i 1858 havde han i en tale (Et hus i splid med sig selv-talen) udtrykt ønske om at standse dets udbredelse og sikre offentligheden, at slaveriet var på vej mod at blive afskaffet. En stor del af de politiske kampe i 1850'erne handlede om udvidelse af slaveriet til nye områder. Alle de etablerede territorier ville sandsynligvis blive slavefri områder, hvilket forstærkede bevægelsen i Syden i retning af udtræden af unionen. Man antog både i nord og syd, at hvis slaveriet ikke kunne udvides, ville det forvitre og dø.
I Sydstaterne frygtede man at miste kontrollen over Unionsregeringen til modstandere af slaveriet. I Nordstaterne var man bange for, at kræfter bag slaveriet allerede styrede regeringen, og det fik krisen til at spidse til i slutningen af 1850'erne. Uenighed om det moralske i slaveriet, graden af demokrati og den økonomiske effekt af slaveri over for frie arbejdere fik de gamle Whig og Know-nothing partier til at bryde sammen og de nye Free Soil i 1848 og det Republikanske i 1860 til at opstå. I 1860 blev det eneste tilbageværende nationale parti Demokraterne splittet på spørgsmålet om slaveri.
Både nord og syd var påvirket af Thomas Jeffersons tankegang. I Sydstaterne lagde man i forbindelse med slaveriet vægt på staternes rettigheder til selv at bestemme, som var ideer, der var omtalt i Jeffersons Kentucky og Virginia Resolutioner. Nordstatsfolk, der rangerede fra abolitionisten William Lloyd Garrison til den moderate Republikanske leder Abraham Lincoln understregede Jeffersons deklaration om at "alle mennesker er skabt lige". Lincoln omtalte også dette forhold i Gettysburg-talen.
Da de sydlige stater var trådt ud af Unionen, erklærede Alexander Stephens, Amerikas Konfødererede Staters vicepræsident, at slaveri var hjørnestenen i Konføderationen. Men efter sydens nederlag mente Stephens ikke længere, at krigen havde handlet om slaveriet opretholdelse, men om staternes rettigheder, og han blev en af de mest glødende forsvarere af "den tabte sag". Konføderationens præsident Jefferson Davis ændrede også sit fokus på slaveriet som krigens årsags, til at krigen havde drejet sig om staternes rettigheder.
Samtlige kriser mellem nord og syd (undtagen en) vedrørte slaveriet, herunder debatten om tre-femtedels klausulen og tyve års forlængelsen af slavehandelen ved forfatningskonventet i 1787. Der var kontroversen over at optage slavestaten Missouri i Unionen, som førte til Missouri kompromiset i 1820, nullifikationskrisen over toldsatserne i 1828 (selv om tolden var lav efter 1846)), Diskussionsforbuddet Gag Rule, som forhindrede, at der blev behandlet forslag om afskaffelse af slaveriet fra 1835–1844, optagelsen af Texas som slavestat i 1845 og Manifest Destiny som et argument for at opnå nye områder, hvor slaveriet kunne blive et spørgsmål efter den Mexicansk-amerikanske krig i 1846-1848, som resulterede i kompromiset i 1850. Wilmot Provisoet var et forsøg fra nogle Nordstatspolitikere på at udelukke slaveriet fra områder, som var erobret fra Mexico. Den umådelig populære antislaveri roman Onkel Toms hytte fra 1852 af Harriet Beecher Stowe styrkede i høj grad modstanden i Nordstaterne mod lovgivningen fra 1850 om undslupne slaver.
Ostend manifestet fra 1854 var et forsøg fra Sydstaterne på at overtage Cuba som en slavestat. Selv konkurrerende planer for nordlige eller sydlige linjeføringer af en transkontinental jernbane blev blandet ind i Blødende Kansas kontroversen over slaveri. Toparti systemet brød sammen efter vedtagelsen af Kansas-Nebraska loven i 1854, som erstattede Missouri kompromisets forbud mod slaveri med folkets suverænitet. I 1856 blev debatterne i kongressen om slaveri voldelige, da Preston Brooks fra South Carolina angreb Republikaneren Charles Sumner med en stok efter Sumners "Forbrydelse mod Kansas" tale. Dred Scott dommen og Lecompton Constitution i 1857 var sydlige forsøg på at få Kansas optaget i Unionen som en slavestat. Lincoln-Douglas debatterne i 1858, John Browns raid i 1859 og splittelsen af det Demokratiske parti (USA) i 1860 polariserede nationen i Nord og Syd. Præsidentvalget i 1860 var den endelige udløser af Sydstaternes udtræden. Under den påfølgende krise var der mange, der søgte et kompromis. To af disse forsøg var "Corwin tilføjelsen" og "Crittenden kompromiset." Alle forsøg på kompromis mislykkedes.
Andre faktorer omfatter fraktionering (som bundede i væksten i slaveriet i de sydligste stater, mens det gradvis blev faset ud i Nordstaterne) og økonomiske forskelle mellem Nord og Syd, selv om de fleste moderne historikere er uenige i den ekstreme økonomiske determinisme, som historikeren Charles Beard har argumenteret for. Det var den polariserende effekt ved slaveriet, som delte de største religiøse samfund metodismen, baptismen og presbyterianismen. og kontroverser blev skabt af de værste grusomheder ved slaveriet (piskninger, mishandlinger og familier revet fra hinanden). Det faktum, at 7 ud af 8 immigranter bosatte sig i Nordstaterne, og det faktum, at dobbelt så mange flyttede fra syd mod nord som fra nord mod syd, bidrog til Sydens defensive-aggressive politiske adfærd.
Sydstaternes udtræden blev udløst af valget af Abraham Lincoln, fordi de regionale ledere frygtede, at han ville stoppe udbredelsen af slaveriet og i stedet gå i retning af at få det afskaffet. Mange Sydstatsfolk troede, at enten Lincoln eller andre fra Nordstaterne ville afskaffe slaveriet, og at det var på tide at træde ud. Slavestaterne, som allerede var i mindretal i Repræsentanternes hus, så nu en fremtid for sig som permanent mindretal i senatet mod et stadig mere magtfuldt Nord.

### Slaveri
Der viste sig at være en klar sammenhæng mellem støtten til udtræden af Unionen og antallet af plantager i området. Staterne langt mod syd, som havde flest plantager, var de første til at træde ud. De nordlige slavestater, Virginia, North Carolina, Arkansas og Tennessee havde færre plantager og afviste udtræden, indtil krisen omkring Fort Sumter tvang dem til at vælge side. Grænsestaterne havde endnu færre plantager og trådte aldrig ud af Unionen.
Andelen af hvide familier i Sydstaterne, som ejede slaver var 36,7 % i de sydligste områder, 25,9 % i de nordlige sydstater og 15,9% i grænsestaterne, som fortrinsvis kæmpede for Unionen. 95% af de sorte boede i Sydstaterne, og her udgjorde de en tredjedel af befolkningen, hvorimod de kun udgjorde 1 % af befolkningen i Nord. På den baggrund var frygten for ligestilling langt større i Syden end i Nord.
Højesterets dom i 1857 i Dred Scott v. Sandford bidrog til uenigheden omkring slaverne. Lederen af højesteret Roger B. Taneys afgørelse sagde, at slaver var "så underlegne, at de ingen rettigheder havde, som den hvide mand var tvunget til at respektere", og, at slaveri kunne udbredes til nordstaterne. Lincoln advarede om, at "den næste Dred Scott afgørelse" kunne true Nordstaterne med slaveri.
Nordstatspolitikeren Abraham Lincoln sagde, at "dette spørgsmål om slaveri er mere betydningsfuldt end noget andet, rent faktisk så meget mere betydningsfuldt er det blevet, at intet andet nationalt spørgsmål kan blive taget op for nærværende." Slaveriet var knyttet til parternes kappestrid om at få kontrol over territorierne, og Sydens krav om at få fastlagt regler for slavernes status i hvert territorium (slave code) var det tema, som politikere fra Syden brugte til at splitte det Demokratiske parti, hvilket så godt som sikrede, at Lincoln ville blive valgt, og at Syden ville udtræde af Unionen. Da udtræden blev et tema, sagde plantageejer og medlem af senatet i South Carolina, John Townsend, at: "vore fjender er på vej til at overtage regeringsmagten, og den vil de bruge til at regere os i overensstemmelse med den lunefuldhed, som udspringer af deres fanatiske teorier og med det udtalte formål at forbyde slaveriet." Lignende holdninger kom frem ud over hele syden i avisledere, politiske taler og deklarationer af årsager til at træde ud. Selv om Lincoln ikke havde planer om at forbyde slaveriet, der hvor det fandtes, udtrykte Sydstatsfolk over hele Syden frygt for slaveriets fremtid.
Bekymringen i syden gik ikke kun på økonomiske tab, men også på racemæssig ligestilling. Texas' deklaration af årsager til udtræden af Unionen sagde, at ikke-slavestaterne proklamerede den forsimplede doktrin om lighed mellem alle mennesker, uanset race eller farve", og at den afrikanske race "med føje blev anset for en underlegen og afhængig race". E. S. Dargan fra Alabama var tilhænger af udtræden og sagde, at ligestilling ville få sydstatsfolk til at føle sig "demoraliserede og nedværdigede".
Fra begyndelsen af 1830 afviste postvæsenet i USA at udbringe post, som indeholdt pamfletter om afskaffelse af slaveriet til modtagere i Sydstaterne. Lærere fra Nordstaterne, som blev mistænkt for at være modstandere af slaveri, blev udvist fra syden, og litteratur om afskaffelse af slaveriet blev forbudt. Sydstatsfolk afviste Republikanernes benægtelser af, at de var abolitionister. John Browns raid på det føderale arsenal i Harpers Ferry betød en kraftig forøgelse af frygten for slaveopstande.
Nordstaterne følte sig også truet, for som Eric Foner konkluderer: "Nordstatsfolk kom til at opfatte slaveri som modsætningen til det gode samfund og som en trussel mod deres egne grundlæggende værdier og interesser".

## Udtrædelserne begynder

### South Carolinas udtræden
South Carolina vedtog sin Deklaration af øjeblikkelige grunde som tilskynder til og begrunder South Carolinas udtræden af den føderale union den 24. december 1860. Heri argumenteredes for staternes rettigheder for slaveejere i Syden men indeholdt samtidig en klage over staternes rettigheder i Nord i form af modstand mod Loven om bortrømte slaver, idet det hævdedes, at Nordstaterne ikke opfyldte deres forpligtelser overfor Unionen som fastlagt i forfatningen. Det drejede sig om:
- at Nordstaterne afviste at håndhæve loven om bortrømte slaver, hvilket krænkede ejendomsretten for folk i Sydstaterne.
- at agitere mod slaveri, hvilket "afviste ejendomsretten".
- at hjælpe "tusindvis af slaver til at forlade deres hjem" via Undergrundsjernbanen.
- at vælge Lincoln til præsident, "fordi han har udtalt, at 'Landets styre kan ikke vedvarende være halvt slave, halvt fri' og at offentligheden må kunne stole på, at slaveri er på vej mod endelig udryddelse".
- at "... tildele borgerskab til personer, som ifølge den øverste domstol i landet, ikke evner at være borgere". De fleste i Nordstaterne var modstandere af Dred Scott dommen, om end kun nogle få stater i New England tillod sorte at stemme på lige fod med hvide.[46]

### Udtrædelsesvinteren
Inden Lincoln blev indsat som præsident, havde syv stater erklæret deres udtræden af Unionen. De skabte en sydstatsregering, Amerikas Konfødererede Stater den 9. februar 1861. De overtog kontrollen med Unionens forter og anden ejendom indenfor deres grænser uden at møde megen modstand fra den afgående præsident James Buchanan, hvis embedsperiode sluttede den 4. marts 1861. Buchanan fastslog: "Syden har ingen ret til at udtræde, men jeg har ingen magtbeføjelser, der kan forhindre det." En fjerdedel af den amerikanske hær – hele garnisonen i Texas – blev overdraget til delstatens styrker af den kommanderende general, David E. Twiggs, som derefter tilsluttede sig Konføderationen.
Efterhånden som sydstatsfolk trådte tilbage fra deres poster i Senatet og Repræsentanternes Hus blev det muligt for Republikanerne at vedtage love, som hidtil havde været blokeret af Sydstatssenatorer, herunder Morrill toldloven, jord-tildelingloven Morill act, en hjemstedslov, en transkontinental jernbane, den nationale banklov og loven om legale betalingsmidler. Finansloven for 1861 introducerede indkomstskat for at hjælpe med til at finansiere krigen.

### Konføderationen
Syv bomuldsstater længst mod syd udtrådte inden februar 1861. Det begyndte med South Carolina og fortsatte med Mississippi, Florida, Alabama, Georgia, Louisiana og Texas. Disse syv stater grundlagde den 4. februar 1861 Amerikas Konfødererede Stater med Jefferson Davis som præsident, og en regeringsstruktur som nøje lignede den i USA's forfatning. I løbet af to måneder efter de første skud ved Fort Sumter udtrådte yderligere fire slavestater af Unionen og tilsluttede sig Konføderationen: Virginia, Arkansas, North Carolina og Tennessee. Den nordvestlige del af Virginia lod sig efterfølgende udskille fra Virginia og blev optaget i Unionen som den nye stat West Virginia den 20. juni 1863.

### Unionsstaterne
Treogtyve stater forblev loyale overfor Unionen: California, Connecticut, Delaware, Illinois, Indiana, Iowa, Kansas, Kentucky, Maine, Maryland, Massachusetts, Michigan, Minnesota, Missouri, New Hampshire, New Jersey, New York, Ohio, Oregon, Pennsylvania, Rhode Island, Vermont og Wisconsin. I løbet af krigen blev Nevada og West Virginia optaget som nye stater i Unionen. Tennessee og Louisiana kom under Unionens militære kontrol forholdsvis tidligt i krigen.
Territorierne Colorado, Dakota, Nebraska, Nevada, New Mexico, Utah og Washington kæmpede på Unionens side. Adskillige indianerstammer, som holdt slaver støttede Konføderationen, hvilket betød at Indianerterritoriet (nu Oklahoma) fik en lille blodig borgerkrig.

### Grænsestater
Grænsestaterne i Unionen var West Virginia, som blev adskilt fra Virginia og blev en ny stat, og fire af de fem nordligste slavestater (Maryland, Delaware, Missouri og Kentucky).
Maryland havde talrige personer i offentlige stillinger, som i perioden omkring Lincolns tiltrædelse som præsident tillod optøjer vendt mod Unionen i Baltimore og afbrænding af broer. Lincoln svarede igen med undtagelsestilstand og indkaldte tropper. Milits enheder, som havde været på manøvre i Nordstaterne blev i en fart sendt til Washington D.C. og Baltimore. Inden den konfødererede regering blev klar over, hvad der foregik, havde Lincoln sikret sig kontrollen over Maryland (og det tilstødende District of Columbia), ved at arrestere alle medlemmerne af Marylands regering og tilbageholde dem uden retssag.
I Missouri stemte et valgt konvent om udtræden klart for at forblive i Unionen. Da den sydstatsvenlige guvernør Claiborne F. Jackson indkaldte statens milits, blev den angrebet af Unionsstyrker under general Nathaniel Lyon, som jagede guvernør og resten af statens milits ned i det sydvestlige hjørne af Missouri. I det efterfølgende magtvakuum samledes konventionen om udtræden og tog magten som Unionens provisoriske regering i Missouri.
Kentucky udtrådte ikke. I en periode erklærede den sig neutral. Imidlertid brød de konfødererede neutraliteten ved at besætte byen Columbus i Kentucky i september 1861. De vendte stemningen imod Konføderationen, og staten bekræftede sin loyale status, mens den samtidig forsøgte at beholde slaveriet. Under en kort invasion af konfødererede styrker i 1862 organiserede sydstatssympatisører et udtrædelseskonvent, indsatte en guvernør og opnåede anerkendelse fra Sydstaterne. Oprørernes regering måtte dog snart gå i eksil og fik aldrig kontrol over staten.
Efter at Virginia havde erklæret sin udtræden af De Forenede Stater i 1861 stemte Unionsstøtter i 50 counties i det nordvestlige Virginia den 24. oktober for etableringen af den nye stat West Virginia. Hovedparten af de stemmeberettigede i det, som blev til West Virginia, havde stemt imod Virginias udtræden, selv om 26 af de 50 counties havde flertal for udtræden. Ca. halvdelen af soldaterne fra West Virginia kæmpede for Sydstaterne. Den nye stat blev optaget i Unionen den 20. juni 1863.
Tilsvarende forsøgte Unionstilhængere at udskille det østlige Tennessee, men dette forsøg blev forpurret af Konføderationen. Jefferson Davis arresterede over 3.000 mand, som blev mistænkt for at være loyale overfor Unionen og tilbageholdt dem uden rettergang.

## Krigens gang

### Krigen begynder
Abraham Lincolns sejr ved præsidentvalget i 1860 udløste South Carolinas udtræden af Unionen. Indtil februar var yderligere 6 stater trådt ud, og den 7. februar 1861 vedtog de i fællesskab en foreløbig forfatning for Amerikas Konfødererede Stater med Montgomery i Alabama som foreløbig hovedstad. I februar samledes en fredskonference i Washington med det mål at løse krisen og afværge krig, men det mislykkedes. De resterende 8 slavestater afviste opfordringer til at tilslutte sig Konføderationen. Konfødererede styrker besatte de fleste af Unionens militærinstallationer indenfor dens grænser. Præsident Buchanan protesterede men tog ingen militære skridt bortset fra et fejlslagent forsøg på at undsætte Fort Sumter med forsyninger på skibet Star of the West, som blev beskudt af kadetter fra The Citadel, inden det nåede fortet. Imidlertid begyndte guvernørerne i Massachusetts, New York og Pennsylvania i stilhed at købe våben og træne militsenheder.
Den 4. marts 1861 blev Abraham Lincoln taget i ed som præsident. I hans indsættelsestale hævdede han, at forfatningen var en mere perfekt union end den konføderation, som den havde erstattet, at den var en bindende kontrakt og kaldte udtræden for juridisk ugyldig. Han udtalte, at han ikke havde til hensigt at invadere nogen sydstat, ligesom han ikke ville afskaffe slaveriet der, hvor det fandtes, men at han ville bruge magt for at fastholde føderal ejendom. Hans tale sluttede med en bøn om, at båndene i Unionen måtte blive genoprettet.
Sydstaterne sendte delegationer til Washington og tilbød at betale for føderationens ejendom og afslutte en fredsaftale med De Forenede Stater. Lincoln afviste enhver forhandling med nogen fra Konføderationen med den begrundelse, at Konføderationen ikke var en legitim regering, og at indgåelse af en traktat med den ville være det samme som anerkendelse af den som selvstændig stat. Udenrigsminister Willam Seward tog del i uautoriserede og indirekte forhandlinger, som slog fejl.
Fort Sumter i Charleston, South Carolina, Fort Monroe, Fort Pickens og Fort Taylor var de tilbageværende forter, som Unionen kontrollerede i Konføderationen, og Lincoln var fast besluttet på at holde Fort Sumter. Efter ordre fra Konføderationens præsident, Jefferson Davis, bombarderede konfødererede tropper under ledelse af P.G.T. Beauregard fortet med artilleri den 12. april og tvang det til at kapitulere. Folk fra Nordstaterne sluttede op bag Lincolns anmodning om, at staterne sendte tropper, som kunne generobre forterne og fastholde dem i Unionen. I betragtning af at oprøret indtil videre var af begrænset størrelse, bad Lincoln om 75.000 frivillige i 90 dage. I de forgangne måneder havde adskillige guvernører i Nordstaterne diskret klargjort deres staters milits og begyndte at flytte tropper den følgende dag. De øvrige stater i det øvre syden, Tennessee, Arkansas, North Carolina og Virginia, som gentagne gange havde afvist tilnærmelser fra Konføderationen, afviste nu at sende styrker imod deres naboer, erklærede deres udtræden af Unionen og tilsluttede sig Konføderationen. For at belønne Virginia blev Konføderationens hovedstad flyttet til Richmond i Virginia. Byen var symbolet på Konføderationen. Richmond lå på et meget sårbart sted for enden af en lang konfødereret forsyningslinje. Selv om Richmond var kraftigt befæstet, ville forsyningerne til byen blive kraftigt reduceret ved general Shermans erobring af Atlanta og næsten afskåret, da Grant belejrede Petersburg i Virginia og afskar de jernbaner, som forsynede Sydstaternes hovedstad.

### Anaconda planen og blokade, 1861
Winfield Scott, den øverstkommanderende for den amerikanske hær, formulerede Anaconda-planen der udstak strategien for at vinde krigen med så lidt blodsudgydelse som muligt. Hans ide var, at en flådeblokade af alle de større havne i Konføderationen ville svække Sydens økonomi, dernæst ville en erobring af Mississippi floden skære syden over. Lincoln godkendte planen men overhørte Scotts advarsler mod et øjeblikkeligt angreb mod Richmond.
I maj 1861 iværksatte Lincoln Unionens blokade af alle Sydens havne, hvilket stoppede de fleste internationale forbindelser med Konføderationen. Blokadebrydere kunne opbringes og var i reglen ikke dækket af forsikring. Ved slutningen af 1861 havde blokaden stoppet det meste af den lokale trafik fra havn til havn. Blokaden stoppede King Cotton og ruinerede Sydstaternes økonomi. Britiske investorer byggede små hurtige blokadebrydere, som fragtede våben og luksusartikler fra Bermuda, Cuba og Bahamaøerne og returnerede med bomuld og tobak. Når de blev opbragt, blev blokadebryderne og deres last solgt, og overskuddet blev givet til Unionens søfolk, mens de britiske besætninger blev frigivet. Mangel på mad og andre goder som følge af blokaden, fouragerende Nordstatshære og rekvisioner af fødevarer til de konfødererede staters hære resulterede i hyperinflation og brødoptøjer i Syden.
Den 8. marts indledte de konfødererede staters flåde et slag med De Forenede Staters flåde, da panserskibet CSS Virginia angreb blokaden. Det virkede som om, intet kunne stoppe den, men næste dag måtte den kæmpe mod Unionens nye krigsskib USS Monitor i Slaget ved Hampton Roads. Slaget endte uafgjort men var en strategisk sejr for Unionen i og med, at blokaden blev opretholdt. Konføderationen mistede senere CSS Virginia, da skibet blev sænket for at forhindre, at det blev erobret af unionsstyrker, og Unionen byggede mange kopier af USS Monitor. Da Konføderationen ikke havde den nødvendige teknologi til at bygge effektive krigsskibe, forsøgte den at købe krigsskibe i Storbritannien. Unionens sejr i det andet slag ved Fort Fisher i januar 1865 lukkede den sidste brugbare havn i Syden og sluttede brud på blokaden.

### Det østlige operationsområde 1861–1863
På grund af indædt modstand fra nogle få konfødererede styrker ved Manassas i Virginia i juli 1861 blev en fremrykning af Unionstropper under kommando af generalmajor Irvin McDowell mod de konfødererede tropper stoppet i det Første slag ved Bull Run eller Første Manassas, som slaget kaldes i Sydstaterne, Herefter blev de tvunget tilbage til Washington DC af konfødererede tropper under kommando af generalerne Joseph E. Johnston og P.G.T. Beauregard. Det var i dette slag, at den konfødererede general Thomas Jackson fik tilnavnet "Stonewall", fordi han stod fast som en stenmur mod Unionens tropper. Alarmeret over nederlaget og i et forsøg på at undgå at flere slavestater forlod Unionen, vedtog Kongressen den såkaldte Crittenden-Johnson Resolution den 25. juli samme år, hvori det hed, at krigen blev udkæmpet for at bevare Unionen og ikke for at ophæve slaveriet.
Generalmajor George B. McClellan overtog kommandoen over Unionens Army of the Potomac den 26. juli (han var kortvarigt øverstkommanderende over alle Unionens hære men blev efterfølgende afløst på denne post af generalmajor Henry W. Halleck), og krigen begyndte for alvor i 1862. Efter kraftige opfordringer fra præsident Lincoln om at begynde offensive operationer, angreb McClellan Virginia i foråret 1862 via Virginia halvøen mellem floderne York og James sydøst for Richmond. Selv om McClellans hær nåede til udkanten af Richmond i Peninsula kampagnen, stoppede Joseph E. Johnston hans fremrykning i Slaget ved Seven Pines, hvorefter general Robert E. Lee og hans to underordnede James Longstreet og Stonewall Jackson besejrede McClellan i Syvdagesslaget og tvang ham til at trække sig tilbage. Den Nordlige Virginia kampagne, som omfattede det Andet slag ved Bull Run, sluttede med endnu en sejr til Syden. McClellan undlod at følge den øverstkommanderende general Hallecks ordre om at sende forstærkninger til John Popes Army of Virginia, hvilket gjorde det lettere for Lees konfødererede styrker at besejre de tilsammen dobbelt så store Unionshære.
Med ekstra mod fra Andet slag ved Bull Run foretog Konføderationen sin første invasion af Nordstaterne, da general Lee førte 45.000 mand i Army of Northern Virginia over Potomac-floden ind i Maryland den 5. september. Lincoln leverede Popes tropper tilbage til McClellan, som udkæmpede et slag mod Lee ved Antietam  nær Sharpsburg, Maryland, den 17. september 1862, den blodigste dag i De Forenede Staters militære historie. Lees hær, som her blev bremset, vendte tilbage til Virginia inden McClellan kunne ødelægge den. Antietam anses for at være en sejr til Unionen, fordi den stoppede Lees invasion af Nordstaterne og gav Lincoln en mulighed for at udstede sin Emancipationserklæring.
Da den forsigtige McClellan undlod at følge op på sejren ved Antietam, blev han udskiftet med generalmajor Ambrose Burnside. Burnside blev snart besejret i Slaget ved Fredericksburg den 13. december 1862, hvor over 12.000 Unionssoldater blev enten dræbt eller såret under gentagne udsigtsløse frontalangreb mod Marye's Heights. Efter slaget blev Burnside udskiftet med generalmajor Joseph Hooker. Hooker kunne heller ikke besejre Lees hær, selv om hans hær var mere end dobbelt så stor. Han blev ydmyget i Slaget ved Chancellorsville. i maj 1863. Han blev udskiftet med generalmajor George G. Meade under Lees anden invasion af Nordstaterne i juni 1863. Meade besejrede Lee i Slaget ved Gettysburg (1. til 3. juli 1863), det blodigste slag i hele krigen, som nogle gange betegnes som krigens vendepunkt. Picketts angreb den 3. juli huskes ofte som Konføderationens højvandsmærke, ikke blot fordi det signaliserede afslutningen på Lees plan om at true Washington DC nordfra, men også fordi Vicksburg i Mississippi, Konføderationens nøglestilling langs Mississippi floden, faldt den følgende dag. Lees hær havde 28.000 døde og sårede mod Meades 23.000, men Lincoln var utilfreds med, at Meade ikke energisk forfulgte Lee under tilbagetrækningen, og efter Meades resultatløse efterårskampagne besluttede Lincoln at vende sig mod det vestlige operationsområde efter nyt lederskab.

### Det vestlige operationsområde 1861–1863
Mens de konfødererede styrker havde talrige succeser i det østlige operationsområde, blev de besejret mange gange i Vesten. De blev drevet ud af Missouri tidligt i krigen efter Slaget ved Pea Ridge. Leonidas Polks besættelse af Columbus, Kentucky afsluttede Kentuckys neutralitetspolitik og vendte staten imod Konføderationen.
Nashville, Tennessee, faldt til Unionens styrker i begyndelsen af 1862 og det meste af Mississippi floden blev åbnet med erobringen af Island No. 10 og Memphis, Tennessee. Unionens flåde erobrede New Orleans uden større kamp i maj 1862, hvilket tillod Unionens styrker også at begynde at trænge op af Mississippifloden. Kun den befæstede by Vicksburg, Mississippi forhindrede, at Unionen fik kontrol over floden i dens fulde længde.
General Braxton Braggs anden konfødererede invasion af Kentucky sluttede med en betydningsløs sejr over Unionsgeneral Don Carlos Buell i Slaget ved Perryville,, da Bragg alligevel var tvunget til at opgive sit forsøg på at erobre Kentucky og måtte trække sig tilbage på grund af manglende støtte til Konføderationen i denne stat. Bragg blev snævert besejret af generalmajor William Rosecrans i Slaget ved Stones River i Tennessee.
Den eneste klare sejr til Konføderationen i det vestlige operationsområde var i Slaget ved Chickamauga. Bragg, forstærket af generalløjtnant James Longstreets korps (fra Lees hær i øst), besejrede Rosecrans trods den heroiske modstand fra generalmajor George Henry Thomas. Rosecrans trak sig tilbage til Chattanooga, som Bragg derpå belejrede.
Unionens førende strateg og taktiker i det vestlige operationsområde var generalmajor Ulysses S. Grant, som i starten af 1862 vandt sejre ved forterne Henry og Donelson, som gav Unionen kontrol over floderne Tennessee og Cumberland foruden slaget Slaget ved Shiloh. I 1863 fulgte Vicksburg kampagnen, som cementerede Unionens kontrol over Mississippi floden og var et af vendepunkterne i krigen. Grant rykkede senere på året Rosecrans til undsætning og besejrede Bragg i Slaget ved Chattanooga, hvilket drev de konfødererede styrker ud af Tennessee og åbnede en vej til Atlanta og hjertet af Konføderationen.

### Operationsområdet vest for Mississippi 1861–1865
Guerillaaktivitet gjorde en stor del af Missouri til slagmark. Missouri havde alt i alt det tredje højeste antal slag i nogen stat under borgerkrigen. De andre stater i Vesten havde, selv om de geografisk var isoleret fra slagene i øst, nogle få mindre militære konfrontationer. Konfødererede ekspeditioner ind i Arizona og New Mexico blev slået tilbage i 1862. Senere samme år var Unionens Red River kampagne en fiasko. Texas forblev i Konføderationens hænder gennem hele krigen men blev afskåret fra resten af Konføderationen efter erobringen af Vicksburg i 1863, der gav Unionen kontrollen over hele Mississippifloden.

### Krigens afslutning 1864–1865
I begyndelsen af 1864 udnævnte præsident Lincoln Grant til øverstkommanderende for alle Unionens hære. Grant opslog sit hovedkvarter ved Army of the Potomac og satte generalmajor William Tecumseh Sherman i spidsen for de fleste af hærene i Vesten. Grant forstod begrebet total krig og troede sammen med Lincoln og Sherman på, at kun et totalt nederlag for de konfødererede styrker og deres økonomiske basis ville bringe en afslutning på krigen. Dette var total krig, ikke ved at dræbe civile, men i stedet ved at ødelægge hjem, gårde og jernbaneskinner. Grant opstillede en koordineret strategi, som ville ramme hele Konføderationen fra flere forskellige retninger samtidig. General George Meade og Benjamin Butler fik ordre til at rykke frem mod Lee nær Richmond; General Franz Sigel (og senere Philip Sheridan) skulle angribe Shenandoahdalen; General Sherman skulle erobre Atlanta og marchere videre til Atlanterhavskysten. Generalerne George Crook og William W. Averell skulle operere mod jernbaneforsyningslinjer i West Virginia og generalmajor Nathaniel P. Banks skulle erobre Mobile i Alabama.
Unionens styrker i øst forsøgte at manøvrere udenom Lee og udkæmpede adskillige slag i Overland kampagnen. Grants udmattelsesslag i Slaget ved the Wilderness, Spotsylvania og Cold Harbor afstedkom store tab for Unionen men tvang Lee til at trække sig tilbage igen og igen. Et forsøg på at omgå Lees hær sydfra mislykkedes for Butler, som var fanget i flodbuen ved Bermuda Hundred. Grant holdt fast og trods voldsomme tab på over 65.000 døde og sårede på 7 uger, blev han ved med at presse Lees Army of Northern Virginia tilbage mod Richmond. Han fikserede Konføderationens hær i Belejringen af Petersburg, hvor de to hære udkæmpede en skyttegravskrig, som varede i over ni måneder.
Til sidst fandt Grant en leder, general Philip Sheridan, som var tilstrækkelig aggressiv til at klare sig i Shenandoah kampagnen i 1864. Sheridan besejrede generalmajor Jubal A. Early i en række slag, herunder det endelige og afgørende i Slaget ved Cedar Creek. Sheridan fortsatte derefter med at ødelægge landbrugets produktionsapparat i Shenandoahdalen, en strategi, som svarede til den taktik Sherman senere anvendte i Georgia.
I mellemtiden rykkede Sherman fra Chattanooga til Atlanta, mens han undervejs besejrede de konfødererede generaler Joseph E. Johnston og John Bell Hood. Erobringen af Atlanta, den 2. september 1864 var en betydningsfuld faktor for genvalget af Lincoln som præsident. Hood forlod Atlantaområdet for at genere Shermans forsyningslinjer og invadere Tennessee i Franklin-Nashville kampagnen. Unionens generalmajor John M. Schofield besejrede Hood i Slaget ved Franklin og George H. Thomas tildelte Hood et massivt nederlag i Slaget ved Nashville, som i praksis tilintetgjorde Hoods hær.
Sherman forlod Atlanta og sin forsyningsbase og marcherede mod ukendt bestemmelsessted, mens han ødelagde ca. 20% af gårdene i Georgia i sin Shermans march til havet. Han nåede Atlanterhavet ved Savannah i Georgia i december 1864. Shermans hær blev fulgt at tusinder af befriede slaver. Det kom ikke til større slag under marchen. Sherman drejede herefter mod nord gennem South Carolina og North Carolina for at nærme sig Virginia fra syd, og dermed lægge større pres på Lees hær.
Lees hær, som var udtyndet af tab og deserteringer var nu langt mindre end Grants. Unionens styrker vandt et afgørende slag i Slaget ved Five Forks den 1. april 1865, hvilket tvang Lee til at rømme Petersburg og Richmond. Konføderationens hovedstad faldt til det XXV Korps, som bestod af sorte tropper. De resterende konfødererede tropper flygtede mod vest og efter at være blevet besejret i Slaget ved Appomattox Courthouse, stod det klart for Lee, at fortsat kamp mod De Forenede Stater var både taktisk og logistisk umuligt.
Lee overgav sin Army of Northern Virginia den 9. april 1865 ved Appomattox Court House. I en utraditionel gestus og som et tegn på Grants respekt og forventning om at føre Konføderationen tilbage til Unionen med værdighed og fred blev Lee tilladt at beholde sin officerssabel og sin hest Traveller. Johnston overgav sine tropper til Sherman den 26. april 1865, i Durham, North Carolina. Den 23. juni 1865, ved Fort Towson i Choctaw Nationens område i Oklahoma Territoriet, underskrev Stand Watie en våbenhvile aftale med repræsentanter for Unionen og blev dermed den sidste konfødererede general i felten, der trak sig. Den sidste konfødererede flådestyrke, som overgav sig, var CSS Shenandoah den 4. november 1865, i Liverpool, England.

## Krigens kronologi
Borgerkrigen bestod af over 10.000 militære træfninger, hvoraf 40% af dem foregik i Virginia og Tennessee. For yderligere information se Liste over slag i den amerikanske borgerkrig og Militære ledere i den amerikanske borgerkrig.

### 1861
- 12. april – Fort Sumter – Sydstatstropper tvinger unionsfort til overgivelse. Krigen begynder.
- 21. juli – Første slag ved Bull Run. Nordstaterne rykker sydpå gennem Virginia men stoppes hurtigt. Enhver tanke om, at krigen snart er ovre, må opgives.

### 1862
- Februar – Fort Henry og Fort Donelson. General Ulysses S. Grant åbner Tennesseefloden og Cumberlandfloden for Unionens skibe. Grant tager en hel sydstatshær til fange.
- 6.- 7. april – Slaget ved Shiloh. Grant overraskes af Joseph E. Johnston og trænges tilbage men får forstærkning i løbet af den følgende nat og slår de konfødererede på slagets 2. dag. Johnston falder.
- 25. april – 1. maj – Unionens flåde besætter New Orleans
- 5. april – 1. juni – Peninsula-kampagnen. General George B. McClellan trænger langsomt op gennem Virginia halvøen til Richmond. Stoppes 1. juni i Slaget ved Seven Pines.
- 25. juni – 1. juli – Syvdagesslaget. Robert E. Lee fordriver McClellan fra Virginia halvøen i løbet af en uge.
- 28. august – 30. august – Andet slag ved Bull Run. Lee besejrer John Pope i det nordlige Virginia, hvorefter Lee invaderer Maryland.
- 17. september – Slaget ved Antietam. McClellan stopper Lees invasion. Den blodigste dag i borgerkrigen.
- 8. oktober – Slaget ved Perryville. Don Carlos Buell stopper Braxton Braggs sydstatshær i dens forsøg på at erobre Kentucky.
- 13. december – Slaget ved Fredericksburg. Lee slår Ambrose Burnside i det nordlige Virginia.
- 31. december – 2. januar – Slaget ved Stones River. Konføderationen mister håbet om at få kontrol med det midterste Tennessee

### 1863
- 30. april – 6. maj – I Slaget ved Chancellorsville besejrer Lee Joseph Hooker i det nordlige Virginia. Stonewall Jackson bliver såret og dør senere.
- 1. maj – 17. maj – Vicksburg kampagnen. Grant besejrer John C. Pemberton og Joseph E. Johnston i en række slag, og omringer Vicksburg
- 1. – 3. juli – Slaget ved Gettysburg. Lee invaderer igen Nordstaterne. Invasionen slutter ved Gettysburg i Pennsylvania, hvor Lee taber til George G. Meade. Slaget betragtes som vendepunktet i krigen
- 4. juli – Sydstatsfæstningen Vicksburg ved Mississippifloden overgiver sig til Grant efter halvanden måneds belejring.
- 9. juli – Belejringen af Port Hudson. Konføderationens sidste fæstning ved Mississippifloden falder.
- 11. – 16. juli – I New York opstår voldsomme optøjer pga. utilfredshed med nye love vedtaget af Kongressen, som indfører værnepligt. Optøjerne var de største i USA's historie.[97] Præsident Abraham Lincoln måtte sende adskillige regimenter af milits og frivillige tropper af sted for at få kontrol med byen.
- 19. september – Slaget ved Chickamauga. Efter at være trængt gennem Tennessee til Chickamauga i Georgia bliver Rosecrans besejret og må trække sig tilbage til Chattanooga, hvor han bliver belejret af Bragg
- 23. november – 25. november – Slaget ved Chattanooga. Grant og William T. Sherman undsætter hæren i Chattanooga, genopbygger den og slår Bragg afgørende.

### 1864
- Maj-juni. Overland-kampagnen – I en serie blodige slag rykker Grant frem mod Richmond og Petersburg trods indædt modstand fra Lee.
- 7. maj – 2. september – Atlanta-kampagnen. Fra Chattanooga trænger Sherman gennem Georgia til Atlanta. Omringer byen og indtager den.
- Maj – oktober – Shenandoah kampagnen. Unionen prøver indledningsvis at afbryde forsyningerne fra Shenandoah-dalen til Konføderationen. Konføderationen slår igen og truer en overgang Washington. Unionshær under Sheridan slår igen og brænder alt af krigsmæssig betydning af i Shenandoah-dalen.
- 15. juni – 25. marts 1865 – Belejringen af Petersburg. Grant og Meade omringer stadig mere af Petersburg og Richmond.
- 16. november – 21. december – Shermans march mod havet. Fra Atlanta drager Sherman hærgende ud mod Atlanterhavet ved Savannah.
- 15. december – 16. december – Slaget ved Nashville. Resterne af den konfødererede hær ved Atlanta trænger op igennem Tennessee for at afskære Unionshærens forsyningslinjer, men bliver tilintetgørende slået.

### 1865
- Januar – april – Carolina kampagnen Sherman trænger nordpå fra Savannah gennem South Carolina, North Carolina og det sydlige Virginia.
- 1. april – I slaget ved Five Forks lykkes det omtrent at omringe Petersburg helt, og Lee tvinges til at opgive Petersburg og Richmond og forsøge at slå sig igennem mod vest.
- 9. april – I slaget ved Appomattox Courthouse omringes Lees styrker, og han vælger at overgive sig.
- 12. maj – Slaget ved Palmito Ranch. Den sidste træfning i den amerikanske borgerkrig.

## Slaveriet under krigen
I begyndelsen af krigen var der nogle Unionsgeneraler, som troede, at de skulle returnere undvegne slaver til deres herrer. I 1862, da det stod klart, at dette ville blive en lang krig, blev spørgsmålet, om hvad man skulle gøre ved slaveriet af mere påtrængende karakter. Sydens økonomi og militære kraft afhang af slavearbejde. Det begyndte at virke urimeligt at beskytte slaveriet samtidig med, at man blokerede Sydstaternes handel og ødelagde deres produktionsapparat. Som et medlem af kongressen udtrykte det: slaverne "kan ikke være neutrale. Som arbejdere, om ikke som soldater, er de allierede med rebellerne eller med Unionen". Det samme kongresmedlem og hans radikale republikanske partifæller lagde pres på Lincoln for hurtigt at få frigivet slaverne, mens moderate Republikanere gik ind for gradvis, betalt afskaffelse og kolonisering. Copperheads, grænsestaterne og krigs-Demokrater var imod frigivelse af slaverne, om end grænsestaterne og krigs-Demokraterne efterhånden accepterede det som en del af den totale krig, som var nødvendig for at redde Unionen.
I 1861 udtrykte Lincoln bekymring for, at forhastet frigivelse af slaverne kunne betyde, at man ville miste grænsestaterne, og "at tabe Kentucky er næsten det samme som at tabe hele spillet." I begyndelsen modstod Lincoln frigivelsesforsøg fra krigsminister Simon Cameron og generalerne John C. Frémont (i Missouri) og David Hunter (i South Carolina, Georgia og Florida) for at kunne fastholde grænsestaternes loyalitet og holde fast i krigs-Demokraterne.
Lincoln forelagde sin emancipationserklæring for medlemmerne af sit kabinet den 21. juli 1862. Udenrigsminister William H. Seward bad Lincoln om at vente, til Unionen havde vundet en sejr, inden erklæringen blev offentliggjort, da det ellers ville lyde som et "sidste hyl under retræten". I september 1862 gav slaget ved Antietam en sådan lejlighed, og den efterfølgende konference med krigs-guvernørerne gav støtte til proklamationen. Lincoln havde allerede offentliggjort et brev, som især opmuntrede grænsestaterne til at acceptere frigivelsen af slaverne som et nødvendigt skridt for at redde Unionen. Lincoln sagde senere, at slaveriet "på en eller anden måde var årsagen til krigen". Lincoln udsendte sin foreløbige Emancipationserklæring den 22. september 1862 og sagde, at en endelig proklamation ville blive udsendt, hvis hans gradvise plan baseret på betalt frigivelse og frivillig kolonisering blev afvist. Kun District of Columbia accepterede Lincolns gradvise plan, og Lincoln udsendte sin endelige Emancipationserklæring den 1. januar 1863. I sit brev til Hodges, forklarede Lincoln sin tro på, at "Hvis ikke slaveri er forkert, er der intet, som er forkert … og endnu har jeg aldrig forstået, at præsidentskabet udstyrede mig med en ubegrænset ret til at handle ud fra den vurdering og følelse ... Jeg hævder ikke at have styret begivenhederne men erkender åbent, at begivenhederne har styret mig."
Da Emancipationserklæringen var baseret på præsidentens beføjelser i krig, omfattede den kun territorium, som på daværende tidspunkt var omfattet af Konføderationen. Men proklamationen blev et symbol på Unionens stigende forpligtelse til at tilføje frigivelse af slaverne til Unionens definition på frihed. Lincoln spillede også en ledende rolle i at få Kongressen til at stemme for den 13. Forfatningstilføjelse, som gjorde slavefrigivelsen generel og permanent.
Slaverne ventede ikke på, at Lincoln skulle handle, inden de begyndte at flygte og søge friheden bag Unionens linjer. Hundredtusinder af slaver begyndte at søge mod Unionens linjer fra krigens første færd især fra områder, som kom under Unionens okkupation, såsom Norfolk og Hampton Roads i 1862, Tennessee fra 1862 og frem, områderne som Sherman passerede igennem, osv. Der flygtede så mange sorte til Unionens område, at hærcheferne oprettede lejre og skoler til dem, hvor både voksne og børn lærte at læse og skrive. American Missionary Association gik ind i krigsindsatsen ved at sende lærere sydpå til sådanne "kontrabande" lejre og etablerede f.eks. skoler i Norfolk og på nærliggende plantager. Hertil kom, at næsten 200.000 sorte mænd gjorde tjeneste i Unionshæren og Unionsflåden. De fleste af disse var undvegne slaver.
De konfødererede gjorde tilfangetagne sorte soldater til slaver, og det var især sorte soldater, som blev skudt, da de forsøgte at overgive sig ved Fort Pillow Massakren. Dette førte til, at fangeudvekslingsprogrammet brød sammen, og væksten (sætningen bliver ikke gjort færdig) i krigsfangelejre såsom Andersonville i Georgia, hvor næsten 13.000 Unionsfanger døde af sult og sygdom.
Trods manglen på rekrutter til Konføderationens hær var de fleste af Sydens ledere indtil 1865 modstandere af at bevæbne slaver som soldater. De brugte dem som arbejdere til at støtte krigsindsatsen. Som Howell Cobb sagde, "Hvis der kan blive gode soldater ud af slaver, er hele vores teori om slaveri forkert." De konfødererede generaler Patrick Cleburne og Robert E. Lee argumenterede til fordel for at bevæbne sorte slaver i slutningen af krigen, og Jefferson Davis blev til sidst overbevist om at støtte planer om at bevæbne slaver for at undgå et militært nederlag. Konføderationen overgav sig ved Appomattox, inden denne plan kunne blive gennemført.
Emancipationserklæringen formindskede i høj grad Konføderationens håb om at få hjælp fra Storbritannien eller Frankrig. Lincolns moderate adfærd fik grænsestaterne, krigs-Demokraterne og frigivne slaver til at kæmpe på samme side som Unionen. De unionskontrollerede grænsestater (Kentucky, Missouri, Maryland, Delaware og West Virginia) var ikke omfattet af Emancipationserklæringen. De afskaffede alle slaveriet på egen hånd, bortset fra Kentucky og Delaware. Det store flertal af de fire millioner slaver blev frigivet ved Emancipationserklæringen i takt med, at Unionens hære rykkede sydpå. Den 13. forfatningstilføjelse, blev ratificeret den 6. december 1865 og betød frigivelse af de sidste slaver i Kentucky, Delaware og New Jersey, som udgjorde 225.000 i Kentucky, 1.800 i Delaware og 18 i New Jersey efter tallene fra folketællingen i 1860.

## Truslen om international intervention
Hvis Storbritannien eller Frankrig var sluttet op bag Konføderationen, kunne det have forbedret Sydens chancer for at få selvstændighed ganske betragteligt. Unionen under Lincoln og udenrigsminister William Henry Seward arbejdede for at forhindre noget sådant, og truede med krig, hvis noget land officielt anerkendte Amerikas Konfødererede Stater (hvilket ingen nogensinde gjorde). I 1861 gennemførte Syden frivilligt et embargo på eksport af bomuld, i håb om at skabe en økonomisk nedtur i Europa, som ville tvinge Storbritannien til at gå ind i krigen for at få bomuld. "Bomulds-diplomatiet" viste sig at være en fiasko, da Europa havde overskud af bomuld. Samtidig betød misvækst i årene 1860-62 i Europa at korneksporten fra Nordstaterne var af afgørende betydning. Det blev sagt at "Kong Korn" var mere magtfuld end "Kong Bomuld", da amerikansk korn voksede fra at udgøre en fjerdedel af Storbritanniens import handel til at være næsten halvdelen.
Da Storbritannien kom til at opleve en mangel på bomuld blev den kortvarig, idet den blev afhjulpet af stigende produktion i Egypten og Indien. I mellemtiden skabte krigen beskæftigelse for våbensmede, jernarbejdere og britiske skibe som transporterede våben.
Charles Francis Adams viste sig at være en særdeles dygtig ambassadør i Storbritannien for Unionen, og Storbritannien var tøvende overfor at udfordre Unionens blokade. Konføderationen købte adskillige krigsskibe fra værfter i Storbritannien. Mest berømt var CSS Alabama, som gjorde betydelig skade og førte til alvorlige efterdønninger efter krigen. En folkelig opinion imod slaveri påvirkede de europæiske politikere især i Storbritannien. Krig mellem USA og Storbritannien var en overhængende mulighed på grund af Trent affæren, hvor Unionen havde bordet en britisk postdamper for at tage to konfødererede diplomater til fange. London og Washington var imidlertid i stand til at udglatte problemerne efter at Lincoln havde løsladt de to.
I 1862 overvejede briterne mægling, selv om netop et sådant tilbud kunne have udløst krig med Unionen. Lord Palmerston skulle efter sigende have læst Onkel Toms Hytte tre gange,
 da han traf sin beslutning herom. Unionens sejr i slaget ved Antietam fik dem til at udskyde deres beslutning. Emancipationserklæringen forøgede yderligere omkostningerne ved at støtte Konføderationen. Selv om Frankrig havde sympati for Konføderationen, betød Frankrigs egen anneksion af Mexico i den sidste ende, at man veg tilbage fra at gå i krig med Unionen. Konfødererede tilbud sent i krigen om at afslutte slaveriet mod at få diplomatisk anerkendelse blev ikke behandlet alvorligt i hverken London eller Paris.

## Efterspil
Historikerne har debatteret, om Konføderationen kunne have vundet krigen. Mange forskere mener, at Unionen havde en uovervindelig fordel frem for Konføderationen i form af sin industrielle styrke og større befolkning. De konfødereredes handlinger udskød blot nederlaget. Dette synspunkt er også en del af "Lost Cause" bevægelsens syn på krigen. Sydstatshistorikeren Shelby Foote udtrykte dette synspunkt i Ken Burns TV serie om Borgerkrigen: "Jeg tror at Nordstaterne udkæmpede krigen med den ene hånd på ryggen... Hvis der havde været flere sejre til Sydstaterne, mange flere, ville Nordstaterne ganske simpelt have taget den anden hånd til hjælp. Jeg tror ikke, at Sydstaterne havde en chance for at vinde krigen." Konføderationen forsøgte at vinde krigen ved at holde ud i længere tid end Lincoln. Efter Atlantas fald og Lincolns sejr over McClellan ved valget i 1864 var håbet om en politisk sejr ude for Konføderationen. På det tidspunkt havde Lincoln opnået at få støtte fra grænsestaterne, krigs-Demokraterne, frigivne slaver, Storbritannien og Frankrig. Ved at besejre Demokraterne og McClellan havde han også besejret de såkaldte "Copperheads" og deres fredsprogram. Lincoln havde også fundet militære ledere som Grant og Sherman, som ville og kunne udnytte Unionens numeriske overlegenhed i kamp mod de konfødererede hære. Generaler, som ikke veg tilbage fra blodsudgydelse, var dem som vandt krigen, og fra slutningen af 1864 var håbet ude for Syden.
På den anden side har James McPherson hævdet, at Nordstaternes fordel i befolkningstal og ressourcer gjorde Nordstaternes sejr mulig, men ikke uundgåelig. Den amerikanske uafhængighedskrig og Vietnamkrigen er eksempler på krige, som blev vundet af den side, som var færrest (om end i begge tilfælde var der tale om, at taberne befandt sig tusinder af kilometer borte). De konfødererede behøvede ikke at invadere og besætte fjendens territorium for at vinde, men skulle blot udkæmpe en defensiv krig for at overbevise Nordstaterne om, at omkostningerne ved at vinde var for høje. Nordstaterne skulle erobre og besætte store dele af fjendens område og besejre de konfødererede hære i felten for at vinde.
Af stor betydning var også Lincolns veltalenhed med hensyn til at forklare det nationale mål og hans evne til at fastholde grænsestaterne under Unionen. Selv om Lincoln kun langsomt nærmede sig frigivelse af slaverne, var Emancipationserklæringen en effektiv anvendelse af præsidentens magtbeføjelser i krig.
|                             | Unionen           | Konføderationen  |
| --------------------------- | ----------------- | ---------------- |
| Samlet befolkning           | 22.000.000 (71 %) | 9.000.000 (29 %) |
| Fri befolkning              | 21.567.414        | 5.500.000        |
| 1860 Slaver i grænsestater  | 432.586           | N/A              |
| 1860 Slaver i Sydstater     | N/A               | 3.500.000        |
| Soldater                    | 2.200.000 (67 %)  | 1.064.000 (33 %) |
| Jernbaner i miles           | 21.788 (71 %)     | 8.838 (29 %)     |
| Industrivarer               | 90 %              | 10 %             |
| Våbenproduktion             | 97 %              | 3 %              |
| Baller bomuld i 1860        | Minimalt          | 4.500.000        |
| Baller bomuld i 1864        | Minimalt          | 300.000          |
| Andel af eksport før krigen | 30 %              | 70 %             |

Den mere industrialiserede økonomi i Nordstaterne bidrog til produktion af våben, ammunition og forsyninger, så vel som finansiering og transport. Tabellen viser den forholdsvise fordel som Unionen havde over Konføderationen ved krigens begyndelse. Forskellen voksede kraftigt i løbet af krigen i takt med at befolkningen voksede i Nord og Konføderationens landområde blev mindre og økonomien svækkedes. Unionens befolkning var på 22 mio. og sydens 9 mio. i 1861. Sydstaternes befolkning omfattede 3,5 mio. slaver og ca. 5,6 mio. hvide, hvilket betød at Sydens hvide befolkning var mindre end Unionens i et størrelsesforhold på 4:1. De fleste sydstatssoldater kom dog fra landet og havde skudt med gevær siden de var drenge. De fleste nordstatssoldater kom fra byerne og havde aldrig set et gevær før. Sydstaterne kunne derfor hurtigt mønstre skudklare folk, der vidste hvordan man skulle klare sig i naturen (f.eks. hvilke slanger der var farlige). Mange sydstatsfolk kunne ride, og en del havde selv hest. Hos Nordstaterne var det kun overklassen, der havde hest, så nordstatsrekrutterne skulle lære alt fra bunden. Sydstaternes succes i krigens tidlige faser tilskrives normalt, at de fleste af USA's officerer før borgerkrigen kom fra Syden, således rådede Konføderationen fra starten over et professionelt officerskorps.
Forskellen i mandskab voksede i takt med at Unionen kom til at kontrollere mere og mere af Sydens territorium med garnisoner og afskar området vest for Mississippifloden fra resten af Konføderationen. Unionen kontrollerede ved starten over 80 % af skibsværfterne, dampskibene, flodbådene og flåden. Den forstærkede disse fordele ved et massivt skibsbygningsprogram. Dette muliggjorde at Unionen kunne styre trafikken på floderne og blokere Konføderationens kyster. Fremragende jernbaneforbindelser mellem Unionens byer tillod hurtig og billig overførsel af tropper og forsyninger. Transporten var meget langsommere og mere besværlig i Syden, som heller ikke kunne udvide sit langt mindre jernbanenet, der ikke havde ens sporvidder, reparere ødelæggelser eller blot udføre normal vedligeholdelse. Davis formåede ikke at fastholde gode og produktive forbindelser med delstaternes guvernører (især guvernør Joseph E. Brown fra Georgia og guvernør Zebulon Vance fra North Carolina), hvilket skadede hans muligheder for at trække på regionale ressourcer. Konføderationens misforståede vurdering af bomuldens betydning i verdensøkonomien førte til dårligt diplomati, såsom modstanden mod at afskibe bomuld inden blokaden blev etableret.
Emancipationserklæringen gav sorte mulighed for at slutte sig til Unionens hær, uanset om de var frie eller undslupne slaver. Omkring 190.000 meldte sig som frivillige, hvilket yderligere forøgede den numeriske fordel som Unionens hære havde i forhold til Konføderationens, som ikke turde tappe den tilsvarende mandskabskilde af frygt for fundamentalt at underminere slaveriets legitimitet. Frigivne slaver kæmpede med i adskillige nøgleslag i de sidste to år af krigen. Europæiske immigranter sluttede sig også til Unionshæren i store tal. 23,4 % af alle Unionens soldater var tysk-amerikanere, omkring 216.000 var født i Tyskland.

### Genforening
Nordstaternes ledere var enige om, at sejr ville indebære mere end en afslutning af kampene. Det måtte dække de to krigsmål: Udtræden af Unionen måtte afvises som en mulighed, og alle former for slaveri måtte afskaffes. De var meget uenige om kriterierne for at have nået disse mål. De var også uenige om den grad af føderal kontrol, der måtte indføres i Syden, og den proces som skulle gennemløbes, for at Sydstater kunne genforenes med Unionen.
Genforeningen  begyndte allerede tidligt i krigen og sluttede i 1877 og involverede en kompleks og ofte ajourført række af føderale og delstatspolitikker. Det langsigtede resultat bestod af de tre forfatningstilføjelser: Den 13. som afskaffede slaveriet, den 14. som udvidede den juridiske føderale beskyttelse af alle borgere uanset race, og den 15. som afskaffede racemæssige begrænsninger af stemmeretten. Genforeningsperioden endte på forskellige tidspunkter i de forskellige stater, de sidste tre ved et kompromis i 1877.
Selv om forfatningstilføjelserne skulle give de sorte samme retsbeskyttelse og stemmeret som hvide, blev dette ikke tilfældet i Sydstaterne, hvor man på forskellig vis forhindrede sorte i at få ligeret helt frem til midten af 1960'erne.

### Resultater
Alle slaver i Sydstaterne blev befriet med Emancipationserklæringen, som fastslog, at slaver i områder under Konføderationen, men ikke i grænsestaterne eller Washington DC nu var fri. Slaver i grænsestaterne og områder som Unionen kontrollerede i Syden blev frigivet af de enkelte stater eller ved den 13. forfatningstilføjelse, selv om slaveriet i praksis sluttede i foråret 1865. Den fulde genskabelse af Unionen foregik i den meget omstridte periode efter krigen, som blev kendt som Reconstruktion – eller Genforening. Krigen betød tab på 1.030.000 mand, svarende til 3 % af befolkningen, af disse døde omkring 620.000 soldater, 2/3 af sygdomme. Krigen indebar større tab end alle andre krige som USA har deltaget i tilsammen. Årsagerne til krigen, hvorfor den endte som den gjorde, og selv navnet på krigen er fortsat omstridt i USA. Omkring 4 mio. sorte slaver blev befriet i 1865. Baseret på folketællingen i 1860 døde 8 % af alle hvide mænd i aldersgruppen mellem 13 og 43 i krigen, 6 % i Nordstaterne og 18 % i Sydstaterne.
En af årsagerne til det høje antal døde under krigen var, at man brugte taktik fra Napoleonskrigene, såsom frontalangreb. I takt med at skydevåbnene blev mere præcise og kunne skyde hurtigere blev soldaterne decimeret, når de angreb i åbent terræn. Dette førte til brugen af skyttegravskrig, en taktik som senere blev anvendt i stort omfang under den 1. verdenskrig.

### Film og TV

#### Film om krigen
- The Birth of a Nation (1915)
- The General (1927)
- Borte med blæsten (1939)
- Blodets røde kokarde (1951)
- Friendly Persuasion (1956)
- The Great Locomotive Chase (1956)
- Raintree County (1957)
- Kavaleriets helte (1959)
- Major Dundee (1965)
- Shenandoah (1965)
- Den gode, den onde og den grusomme (1966)
- The Blue and the Gray (1982)
- Glory (1989)
- Gettysburg (1993)
- Andersonville (1996)
- Ride with the Devil (1999)
- Gods and Generals (2003)
- Cold Mountain (2003)
- Nord og Syd

#### Dokumentarfilm om borgerkrigen
- Ken Burns The Civil War (1990)

## Borgerkrigen som et kulturelt fænomen
Der er blevet lavet en lang række film og litteratur baseret på den amerikanske borgerkrig, fiktion såvel som nonfiktion. Fra den skønlitterære genre kan nævnes flere tegneserier her især Blåfrakkerne og Blueberry, hvor hovedpersonerne deltager på Nordstaternes side under borgerkrigen